# Parque natural de las Fragas del Eume
El parque natural de las Fragas del Eume (en gallego Fragas do Eume) es un espacio natural protegido español de la provincia de La Coruña, en el norte de Galicia. Fue creado el 30 de julio de 1997 y protege 9126,65 ha en las riberas del río Eume, concretamente en los municipios de Cabañas, Capela, Monfero, Puentedeume y Puentes de García Rodríguez, todos ellos en la provincia de La Coruña. En la actualidad residen en el parque quinientas treinta personas en los cinco municipios anteriormente nombrados.
Fue también declarado como Lugar de Importancia Comunitaria, coincidiendo sus límites con los del parque natural. Sus fragas están consideradas uno de los mejores ejemplos de bosque atlántico termófilo del continente europeo.
El 31 de marzo de 2012 se desencadenó un incendio originado en el municipio de Capela, que afectó a parte del parque. El incendio de Capela —intencionado, según las primeras investigaciones— se propagó por el fuerte viento y a la fácil combustión de repoblaciones locales de pinos y eucaliptos. El incendio calcinó la parte superior del cañón del Eume, a 300 metros de altitud, y afectó solo al corazón del parque, siendo finalmente extinguido el día 3 de abril.

## Flora

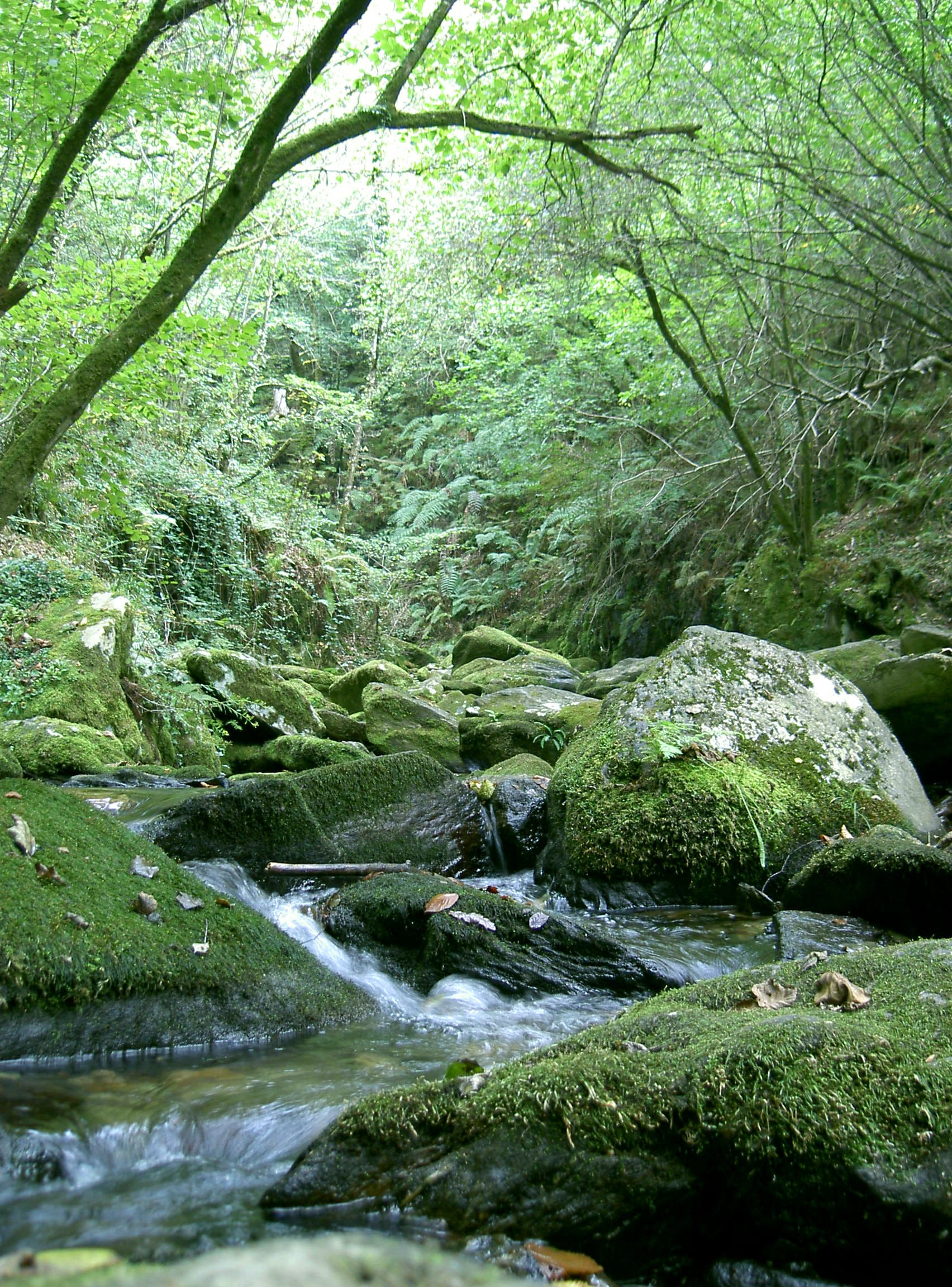
Afluente del Río Eume

La RAE recoge dos acepciones de la voz «fraga»: 1. «breñal» y 2. «Entre madereros, madera inútil que es necesario cortar para que las piezas queden bien desbastadas en la primera labra». En el uso común, breñal se emplea para designar el terreno poblado por maleza, cuando es irregular y de difícil tránsito y aprovechamiento, y fraga, para las áreas boscosas casi inalteradas y de difícil acceso por lo cerrado de la espesura.
Las Fragas del río Eume son un destacado representante de la fase clímax de la vegetación gallega. Los bosques de ribera, de los que el parque es un buen ejemplo, se distinguen por sus ecosistemas de elevada biodiversidad, particularmente en lo que respecta a la flora. Tradicionalmente fueron muy explotados por el hombre por la riqueza y fertilidad de los suelos, y por eso son ecosistemas poco frecuentes y conservados únicamente en zonas aisladas, como estas fragas.
El árbol con mayor presencia en el parque natural es el roble. También tienen gran presencia en el parque los castaños, dominantes en algunas zonas después de robarle la tierra al roble gracias a prosperar más rápidamente y dar fruto para el consumo humano. El abedul ocupa dos tipos de espacios: las zonas tradicionales de los bosques de ribera y zonas marginales donde los robles se perdieron, y en el que crecen rápidamente. Estos espacios están siendo sustituidas por las acciones de conservación de roble.
Se encuentran unas veinte especies diferentes de helechos, que es una de las principales características de estos bosques. Los más comunes son Blechnun spicant y Dryopteris affinis.

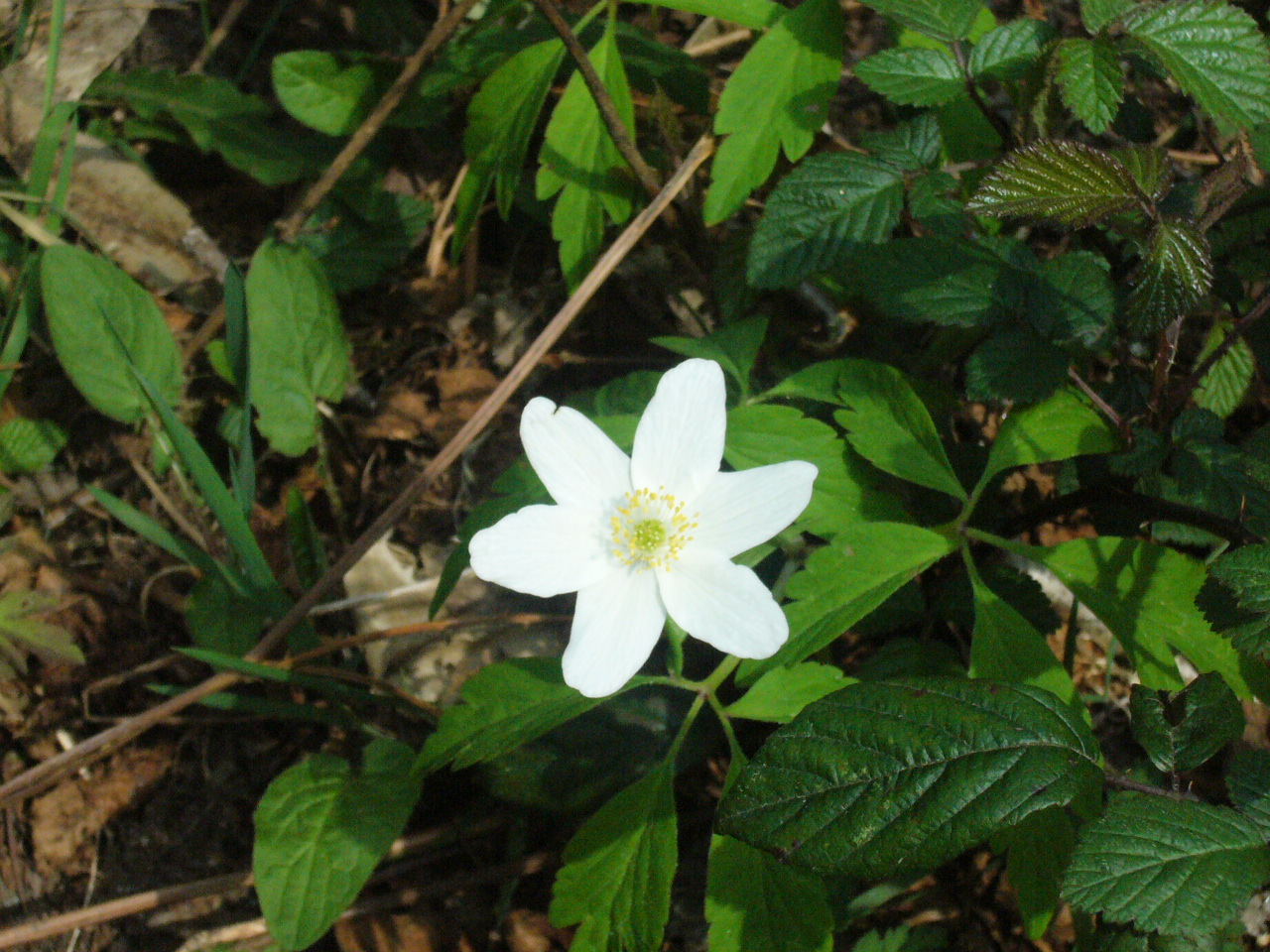
Anemone nemorosa
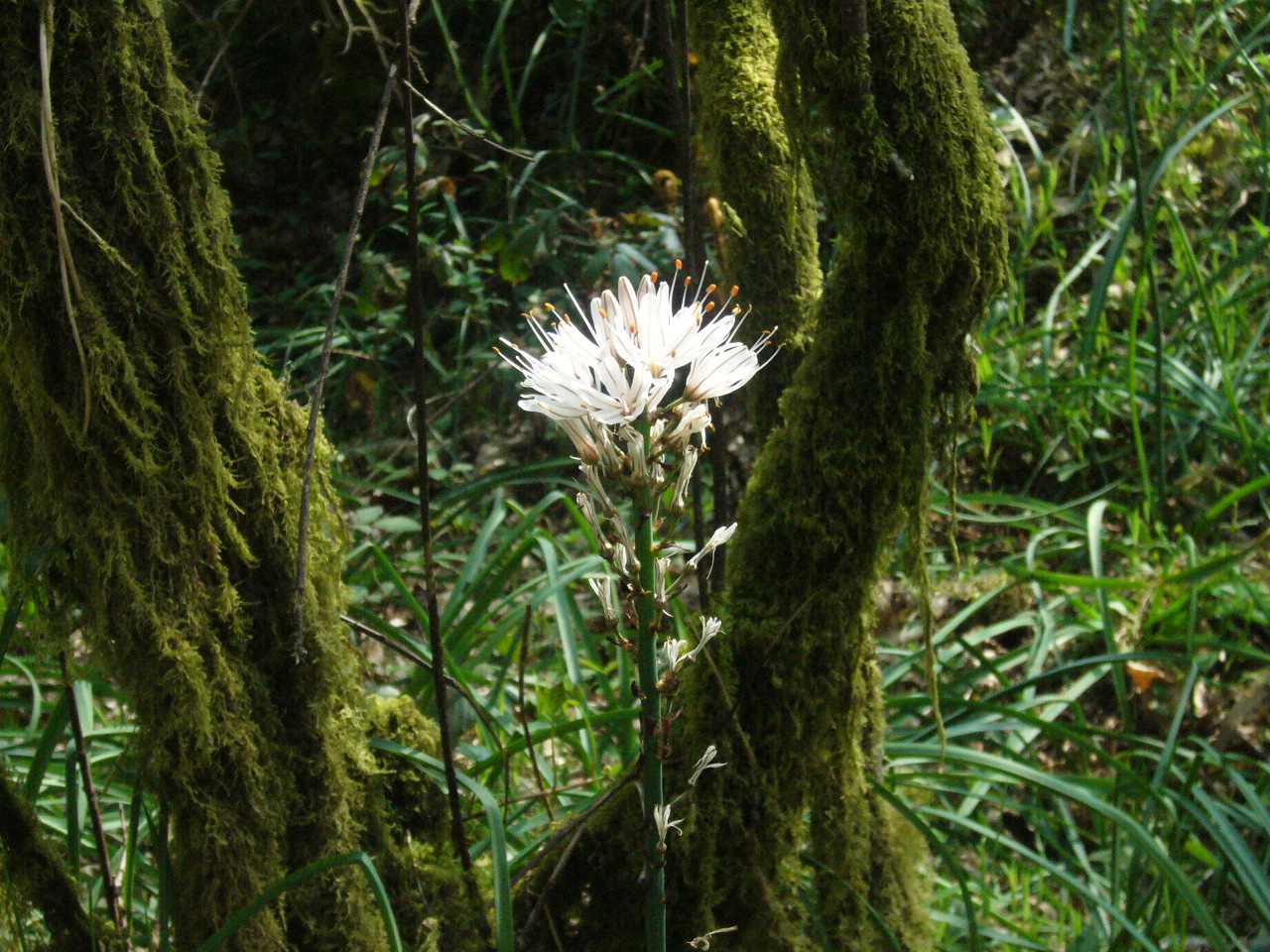
Asphodelus albus
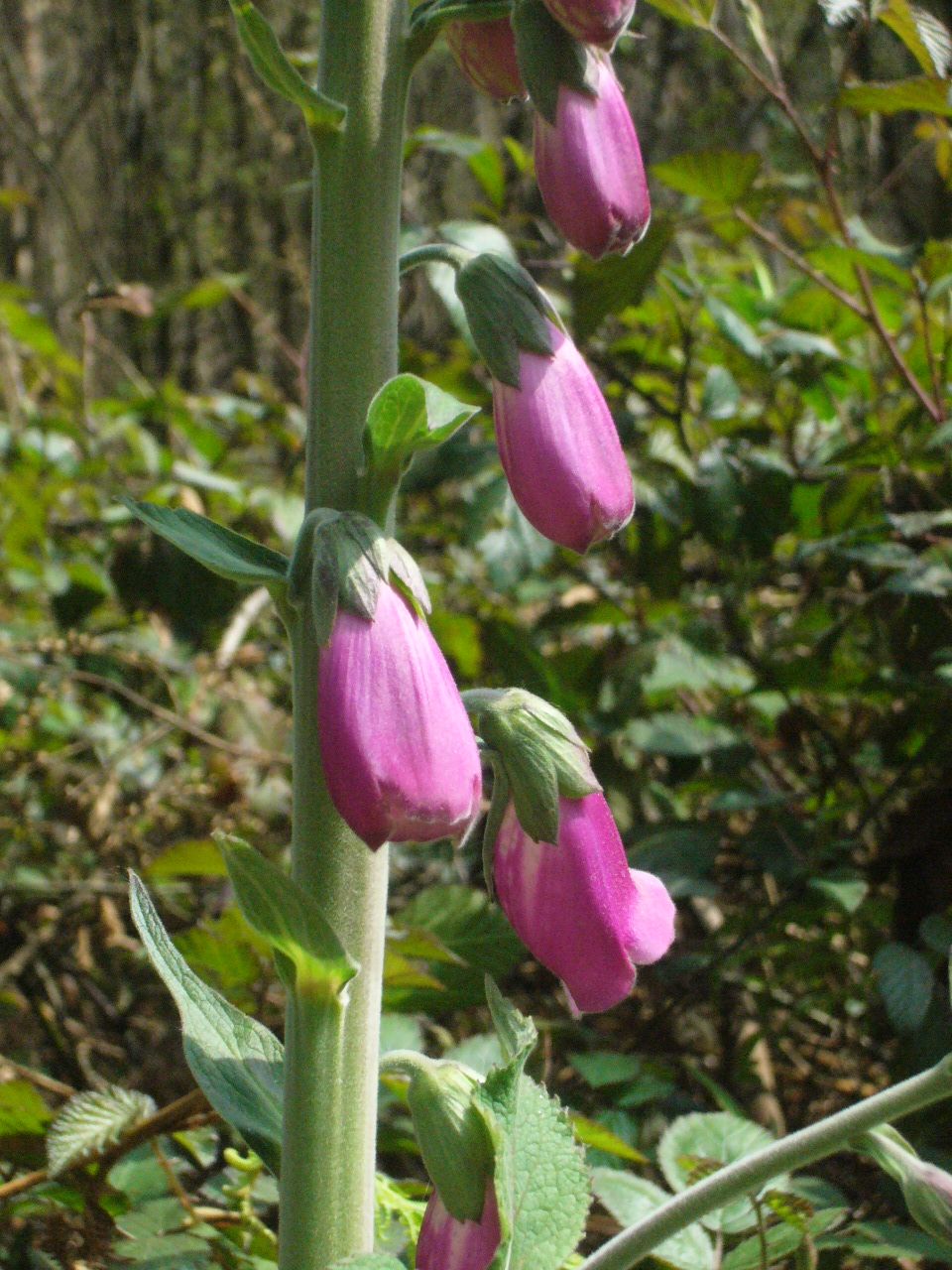
Digitalis purpurea
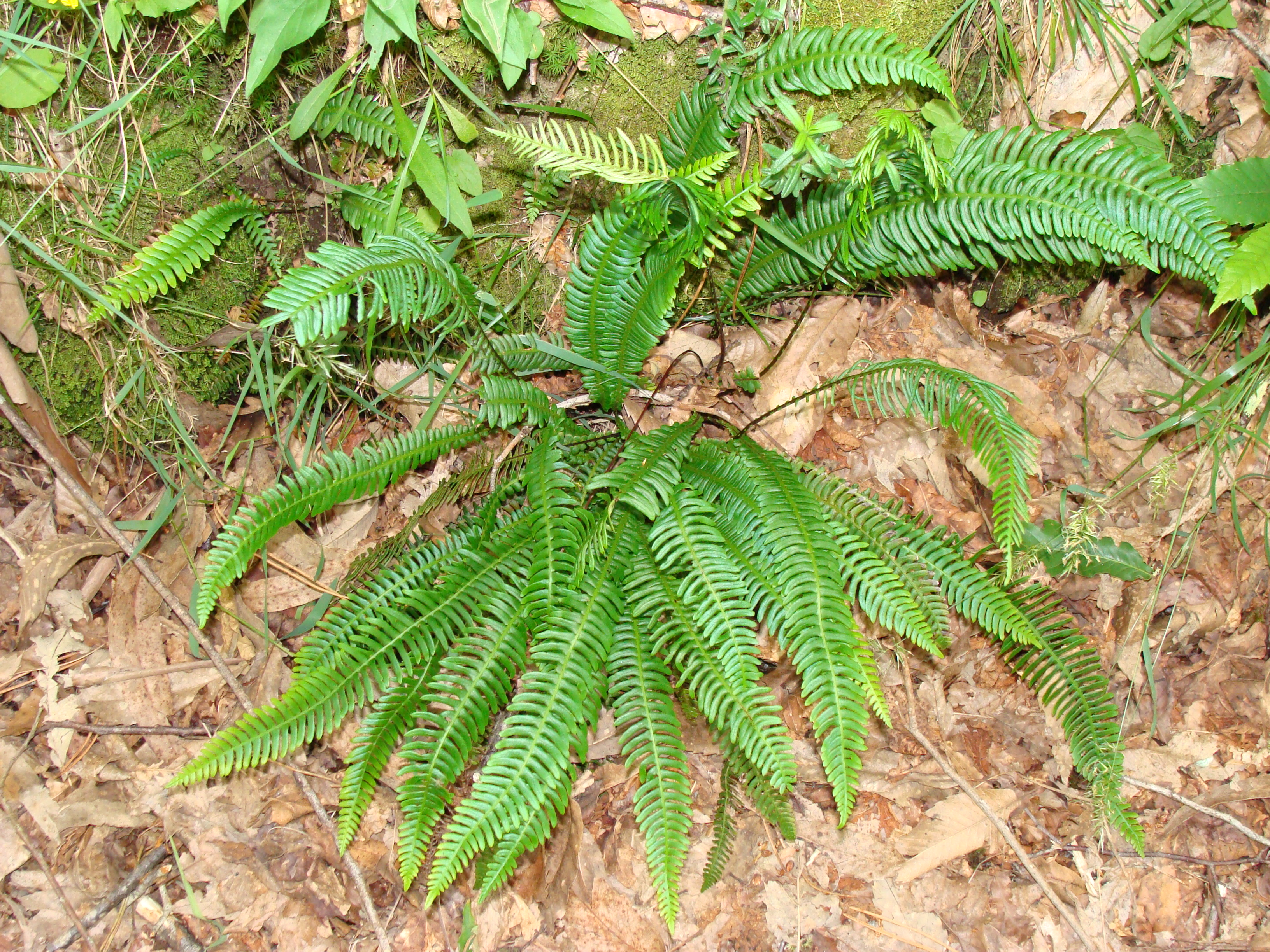
Blechnum spicant
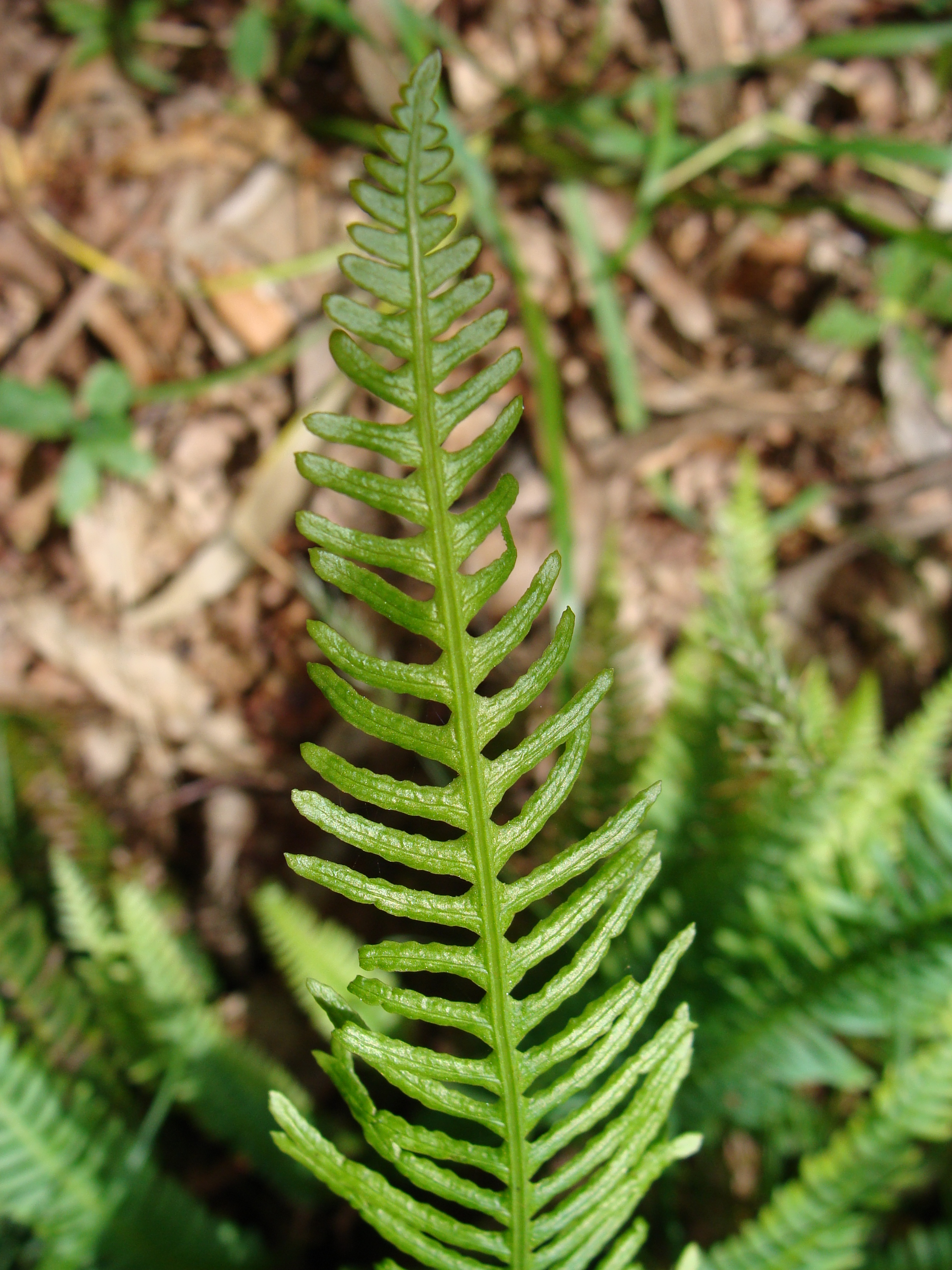
Woodwardia
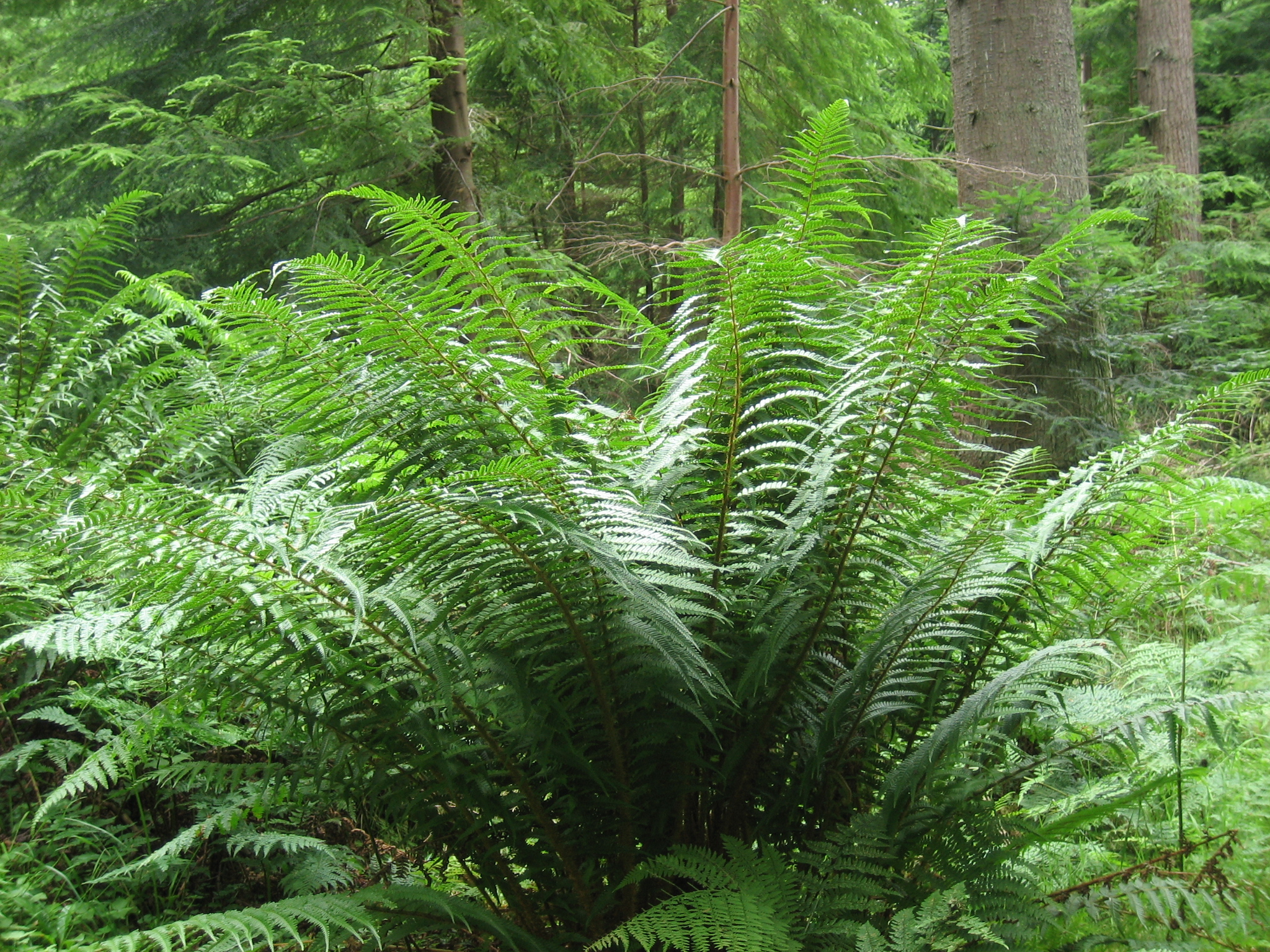
Dryopteris affinis

## Fauna
Las fragas, por su clima húmedo y sombrío, son el entorno ideal para los anfibios. En las del Eume viven trece de las quince especies de Galicia. La salamandra común y la salamandra gallaica son muy comunes en las masas de los bosques caducifolios que son sus biotopos naturales. Otras especies también están presentes, como el sapo común, la rana común (que vive en los arroyos afluentes del Eume.
Entre las aves destacan las que se han adaptado a cazar en el bosque, como los azores y el búho chico. También las que viven en espacios más abiertos como el halcón peregrino, el milano común y real. Entre los pequeños insectívoros podemos resaltar el trepador azul y el pito real o pito verde. En las orillas de las vías fluviales del parque destacan el mirlo acuático y el martín pescador.
Entre los mamíferos destacan la nutria, la garduña y la jineta. Abundan también el corzo, el zorro, el ciervo y el tejón. También en las zonas más elevadas y apartadas de los núcleos de población hay poblaciones de lobo.

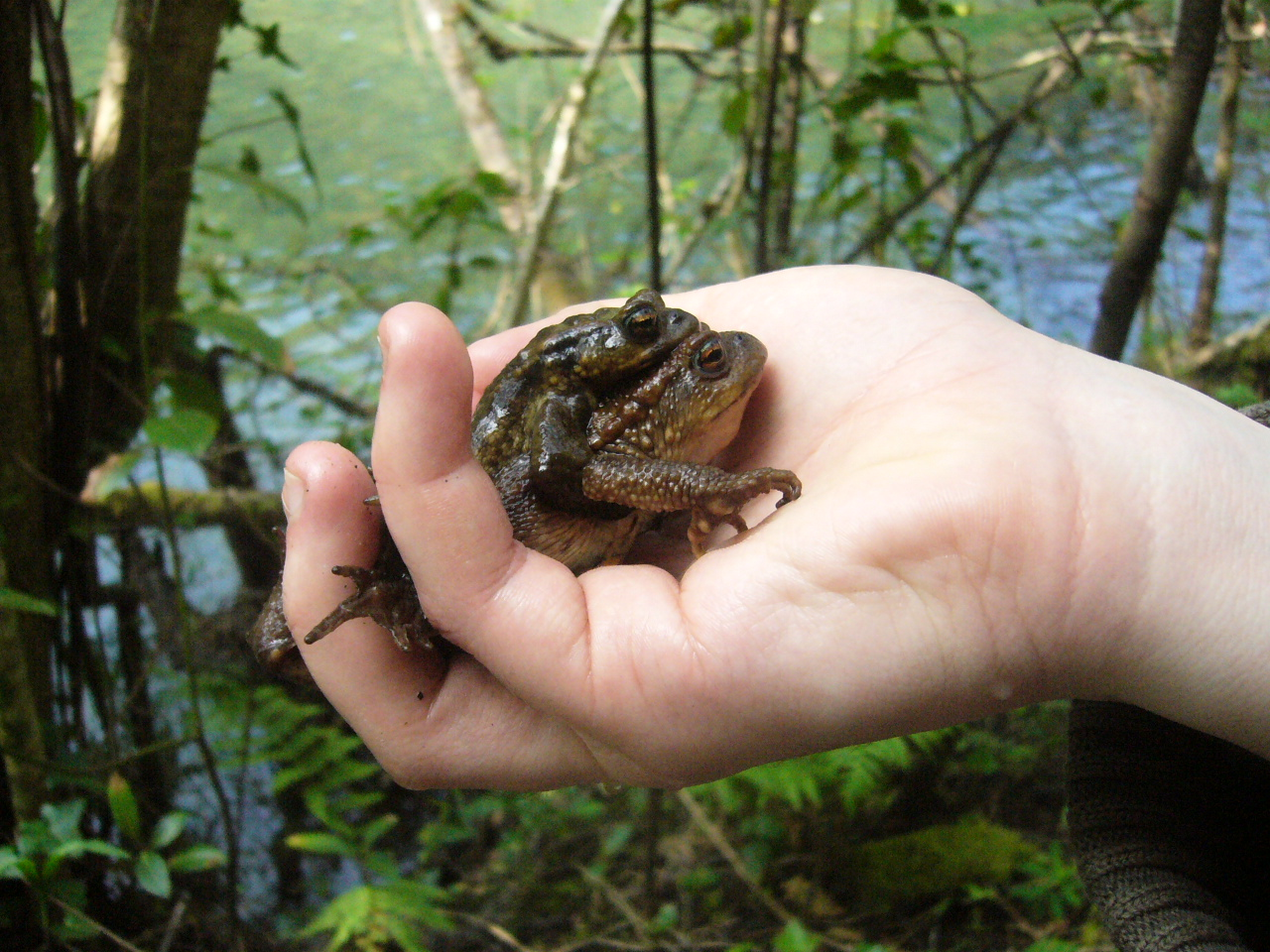
Sapo común Bufo bufo
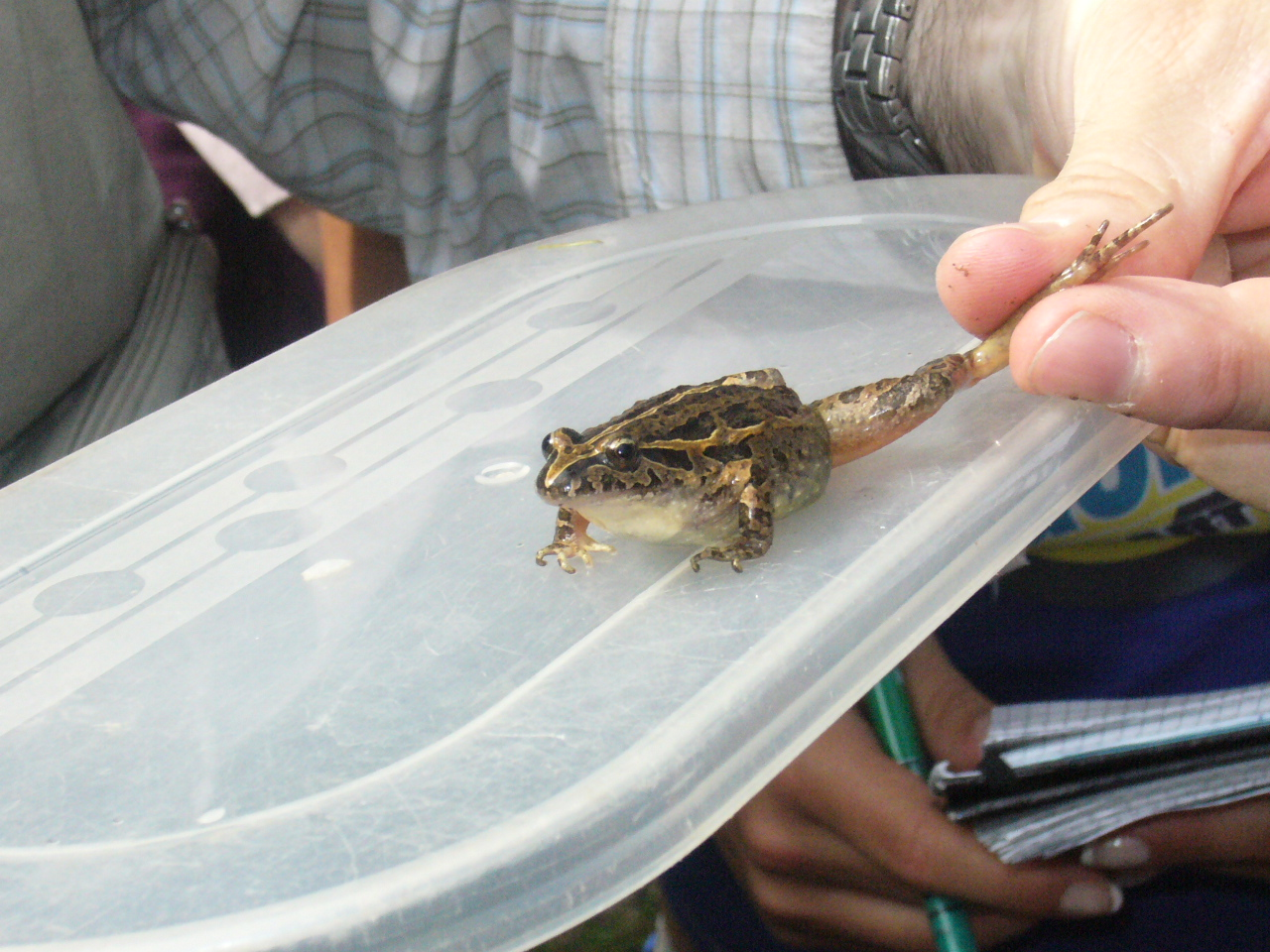
Discoglossus galganoi
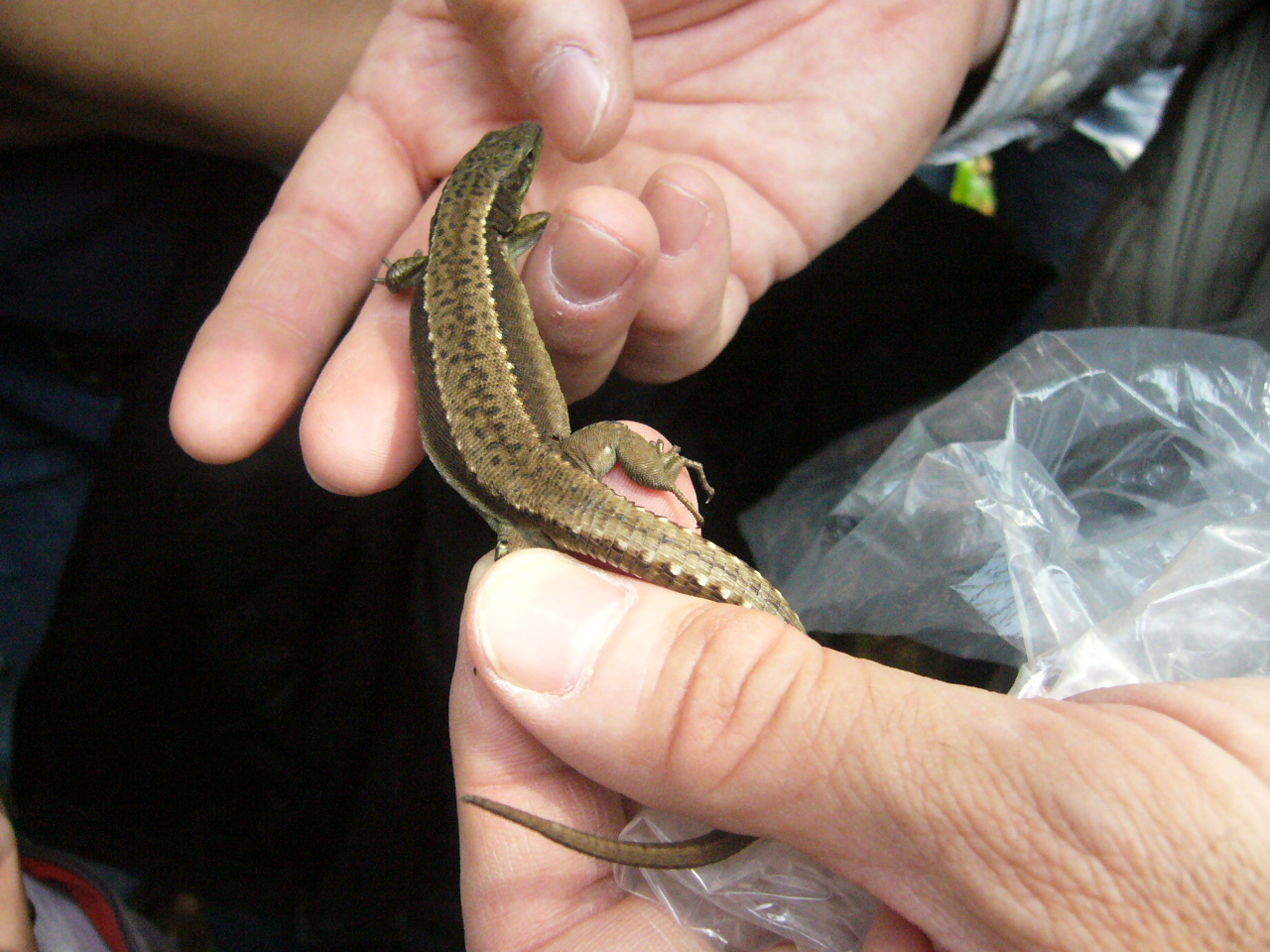
Lagartija serrana Iberolacerta monticola
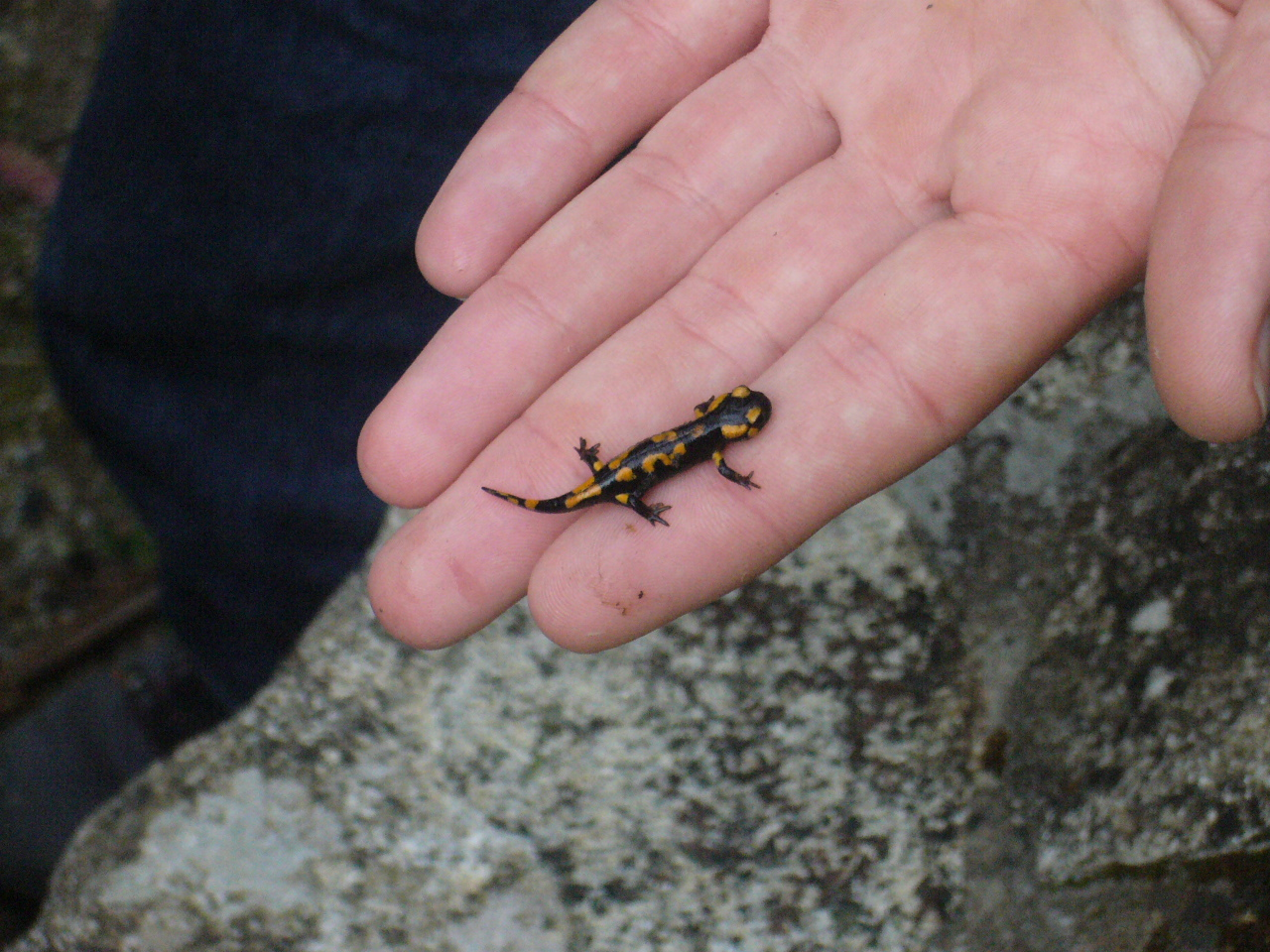
Salamandra común Salamandra salamandra

## Historia

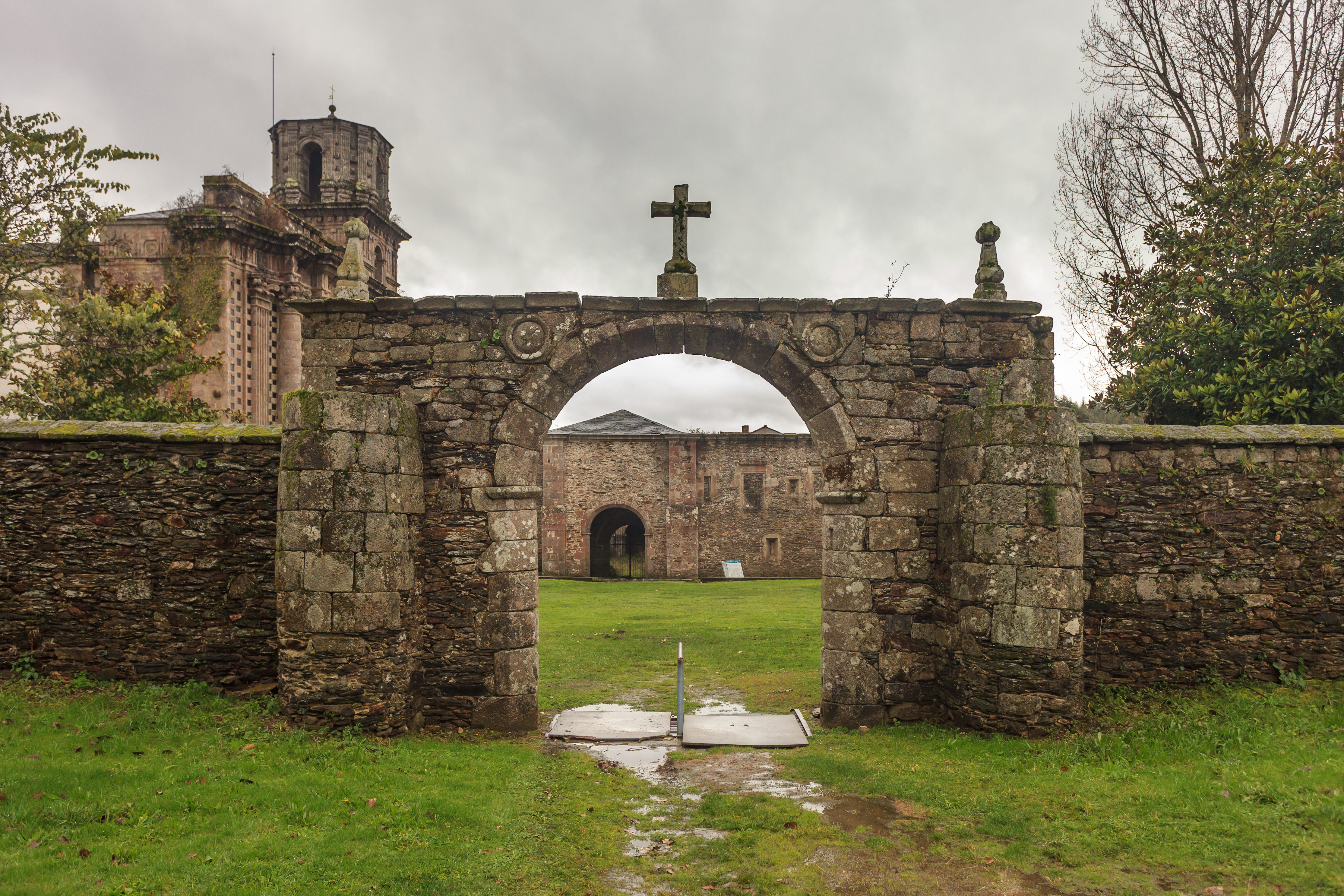
Monasterio de Monfero.

Dentro de los límites del parque existen numerosos vestigios de la actividad humana, como los hornos para hacer el carbón vegetal. También hay restos de interés histórico y de la arquitectura tradicional, tales como cruceros, puentes y santuarios.
Pero como muestra de la presencia humana en el parque destacan los monasterios medievales de Monfero y Caaveiro.
El monasterio de Caaveiro se estableció en el año 934 en la Fraga del Eume, para dar cobijo a los numerosos ermitaños que vivían dispersos en la zona. El conjunto fue declarado en el año 1975 monumento histórico-artístico por su importancia arquitectónica.
Hoy en día es propiedad de la Diputación de La Coruña, que comenzó en 2003 a restaurarlo.
Los orígenes del monasterio de Monfero se remontan al siglo X, cuando se fundó un Cenobio al pie de una capilla dedicada a San Marcos. Actualmente, con excepción de la iglesia el resto de las dependencias de Monasterio se encuentran en estado ruinoso, pero se están llevando a cabo medidas para el restablecimiento parcial.
La importancia social de estos monasterios se basa en el hecho de que durante muchos años sirvieron de eje vertebrador de la vida económica, social y religiosa de la comarca.

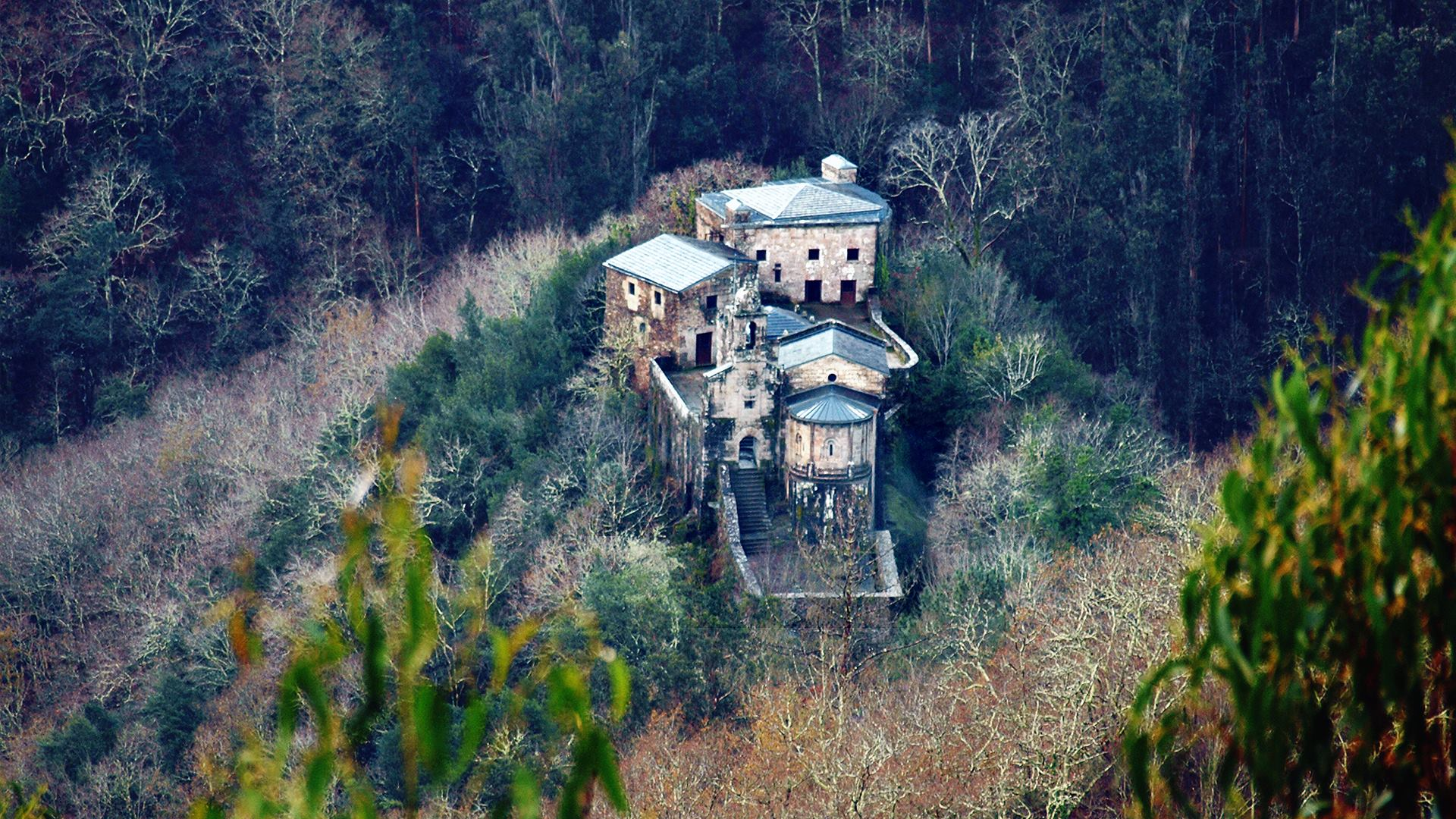
Monasterio de Caaveiro.

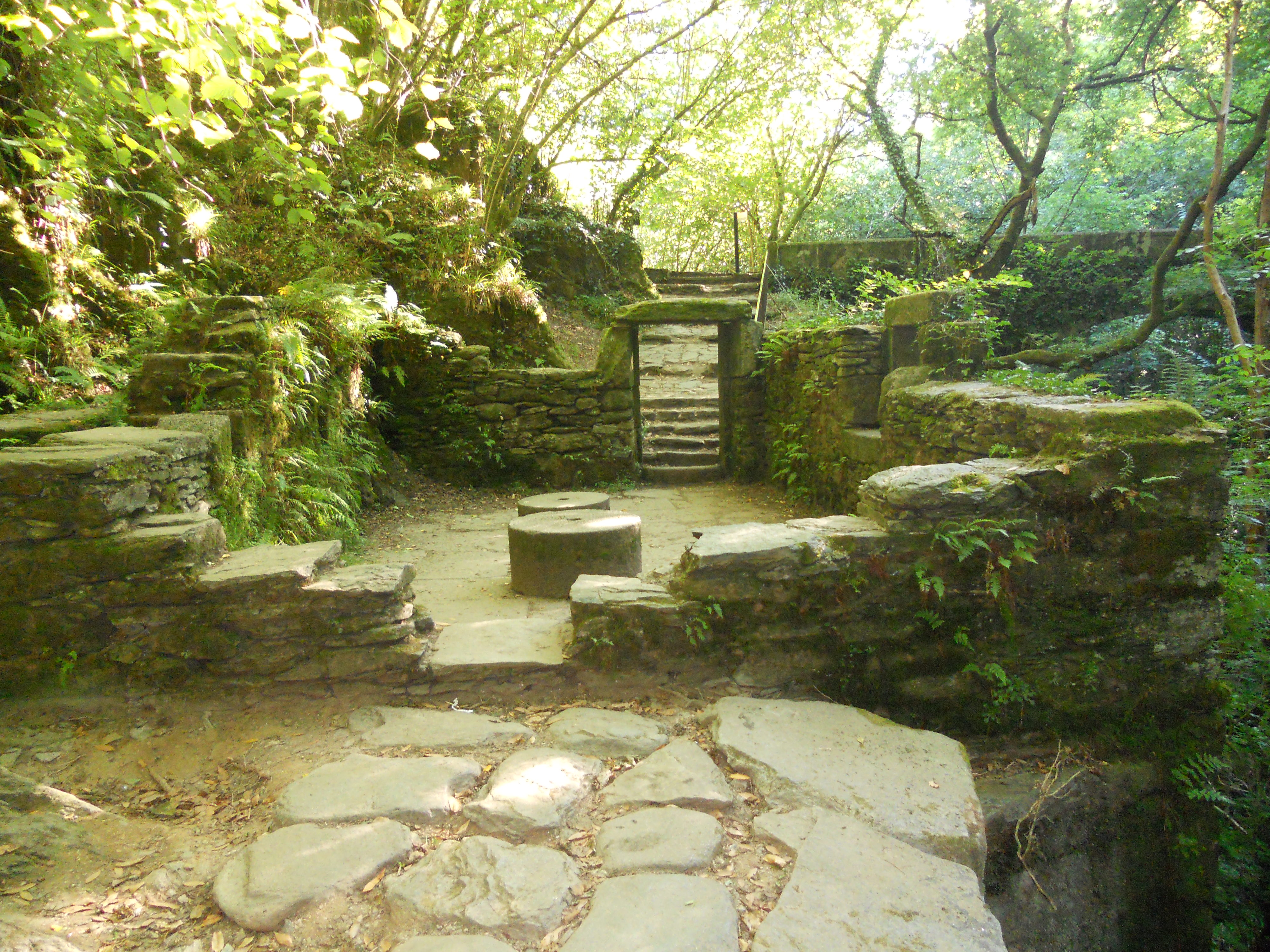
Restos del molino de Caaveiro.

### Desastre ambiental
El 31 de marzo de 2012 se inició un incendio en el ayuntamiento de Capela que destruyó parte del parque y que no fue extinguido hasta el día 3 de abril. La superficie quemada se estimó en un total de 750 hectáreas, de las que unas 350 corresponden al Parque. De las cuales unas 100 hectáreas se corresponden con fragas de gran valor patrimonial.

## Monasterio de San Juan de Caaveiro
El monasterio de San Juan de Caaveiro (en gallego, Mosteiro de San Xoán de Caaveiro) es un monasterio del siglo XII para acoger a religiosos anacoretas. Se encuentra en el parque natural español de las Fragas del Eume en la comunidad de Galicia. El conjunto fue declarado Bien de Interés Cultural desde 1975 por su importancia arquitectónica. Es propiedad de la Diputación Provincial de La Coruña.